# Кракс тонкодзьобий
Кракс тонкодзьобий (Crax alector) — вид куроподібних птахів родини краксових (Cracidae).

## Поширення
Поширений у північно-західних регіонах Південної Америки від гирла річки Амазонки до південно-центральної Колумбії. Мешкає в галерейних лісах і в лісистих місцевостях, які періодично затоплюються водами.

## Опис
Його довжина становить 85-95 см. Вага 2850-3750 г у самців і 2400-3425 г у самиць. Має майже повністю глянцеве чорне оперення. Живіт, боки та нижня сторона основи хвоста білі. Дзьоб виглядає тоншим і подовженим, ніж в інших краксів. Лапи сірі.

## Спосіб життя
Годується парами або поодинці на землі. Живиться плодами, насінням, квітками та листям. Гніздиться на гілках дерев на висоті близько 4 м; самиця відкладає 2 яйця, які висиджує 30 днів.

## Підвиди
Виділяють два підвиди:
- C. a. erythrognatha P. L. Scalter e Salvin, 1877 — поширений у східній Колумбії і в регіонах Венесуели на південь від Оріноко (за винятком східної околиці країни);
- C. a. alector Linnaeus, 1766 — у східній частині Венесуели (на схід від Серро-де-ла-Небліна), в Гаяні та в північних районах Бразилії на північ від річки Амазонки.